# Toni Nhleko
Nkosinathi Nhleko (Ermelo, 24 luglio 1979) è un ex calciatore sudafricano, di ruolo attaccante.

## Carriera

### Club
Nhleko cominciò la carriera con la maglia dello Jomo Cosmos, dove giocò dal 1998 al 2002. Si trasferì poi ai norvegesi del Brann, per cui debuttò nella Tippeligaen il 2 giugno, nella sconfitta per 4-1 sul campo del Viking. Il 30 giugno segnò la prima rete, nel 4-1 inflitto al Molde. Il calciatore ebbe però dei problemi di ambientamento in questo paese e fu così prestato agli statunitensi del Dallas Burn.
Nhleko realizzò 2 gol e fornì 4 assist, in 11 partite, costituendo un buon tandem assieme a Eddie Johnson. Il trasferimento del calciatore divenne poi a titolo definitivo. Nhleko, nel campionato successivo, ricoprì il ruolo di sostituto di Jason Kreis oppure di titolare, in coppa con Johnson. A fine stagione, lasciò la squadra e tornò nel Jomo Cosmos.
Dopo una breve esperienza in patria, fu ingaggiato da Roy Hodgson al Viking. Il sudafricano tornò così in Norvegia ed esordì in squadra il 3 luglio 2005, fornendo anche un assist per Trygve Nygaard nella vittoria per 2-1 sullo Aalesund. Il 24 luglio siglò la prima marcatura, nel 3-0 inflitto al Bodø/Glimt.
L'anno successivo si trasferì nella vicina Svezia, per giocare nello Hammarby. Il debutto fu datato 22 agosto 2006, quando subentrò a Erkan Zengin nella sconfitta per 3-1 contro lo Helsingborg. Nel 2007 fu prestato al Sandefjord, per cui giocò il primo incontro il 12 agosto, sostituendo Andreas Tegström nella sconfitta per 2-1 in casa del Tromsø. Il 27 agosto segnò la prima rete, nella sconfitta per 3-2 contro lo Stabæk.
Tornò poi allo Jomo Cosmos e successivamente giocò per il Thanda Royal Zulu. Dal 2009 passò ai Kaizer Chiefs.

### Nazionale
Nhleko partecipò alla Coppa d'Africa 2004 e alla Coppa d'Africa 2006, con la Nazionale sudafricana. Nel 2000, fu convocato per i Giochi della XXVII Olimpiade.